# Корветы типа «Эспора»
Корветы типа «Эспора» — тип корветов ВМС Аргентины.

## История строительства
Корветы типа «Эспора» — были разработаны в конце 1970-х годов немецкими судостроительными компаниями: Blohm + Voss и ThyssenKrupp. Контракт на постройку шести многоцелевых корветов по концепции МЕКО правительство Аргентины заключило с фирмой Blohm & Voss 1 августа 1979 г. Головной корабль серии «Эспора» был заложен в 1979 году, спуск на воду состоялся 28 января 1982 года, в состав ВМС Аргентины введён 4 сентября 1985 года. В 2005 году в состав ВМС Аргентины вошёл последний корабль серии — «Гомес Рока». Всего было построено шесть кораблей. По состоянию на 2012 год все шесть кораблей находятся в составе Военно-морского флота Аргентины.

## Служба
Фрегаты «Спиру» и «Росалес» в 1990—1991 гг. участвовали в патрулировании Персидского залива во время операции «Буря в пустыне».

## Список корветов
| Название   | Бортовой номер | Верфь                  | Закладка       | Спуск на воду  | Ввод в строй    | Примечания |
| ---------- | -------------- | ---------------------- | -------------- | -------------- | --------------- | ---------- |
| Espora     | P-41           | Astillero Río Santiago | 1979           | 28 января 1982 | 4 сентября 1985 |            |
| Rosales    | P-42           | Astillero Río Santiago | 1 апреля 1981  | 14 ноября 1986 | 24 марта 1987   |            |
| Spiro      | P-43           | Astillero Río Santiago | 2 октября 1982 | 24 июня 1984   | 9 мая 1988      |            |
| Parker     | P-44           | Astillero Río Santiago | 30 марта 1984  | 2 апреля 1990  | 17 апреля 1990  |            |
| Robinson   | P-45           | Astillero Río Santiago | 1 марта 1983   | 25 ноября 1984 | 2001            |            |
| Gómez Roca | P-46           | Astillero Río Santiago | 7 июня 1983    | 14 ноября 1984 | 2005            |            |

## Галерея
- ARA Espora (P-41)
- ARA Rosales (P-42)
- ARA Spiro (P-43)
- ARA Parker (P-44)
- ARA Robinson (P-45)
- ARA Gómez Roca (P-46)